# Espoleta de proximidad

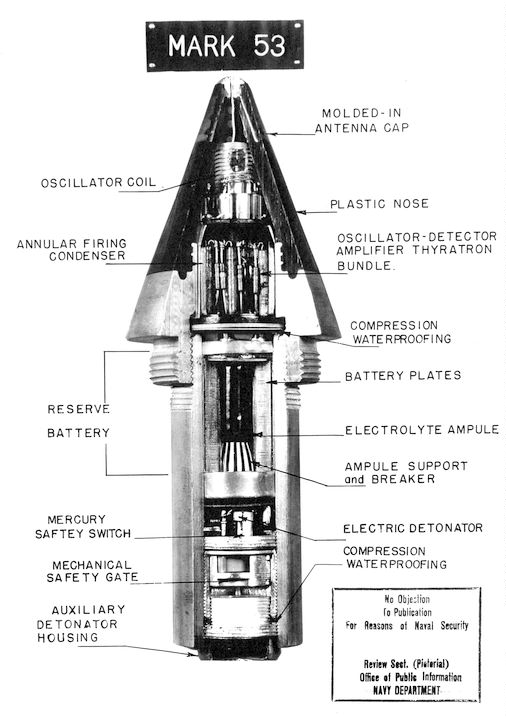
Espoleta de proximidad MK53 removida de una munición en los 1950s

Una espoleta de proximidad (también llamada espoleta VT ) es una espoleta diseñada para hacer detonar un dispositivo explosivo automáticamente cuando la distancia al objetivo es menor que la predeterminada en su programación, o cuando el blanco pasa a través de un determinado plano. 

## Descripción
El concepto fue establecido por investigadores británicos, siendo desarrollado por el físico Merle A. Tuve en el Applied Physics Lab (APL) de The Johns Hopkins University. Esta espoleta es una de las innovaciones más importantes de la Segunda Guerra Mundial. La adopción de la espoleta de proximidad contribuyó enormemente a la victoria aliada en la Segunda Guerra Mundial.

## Historia

### Mecanismos previos
Antes de la invención de la espoleta, la detonación se lograba por contacto directo, por cronómetro o altímetro. Todos estos sistemas tenían alguna desventaja. La probabilidad de un impacto directo era pequeña; y colocar un cronómetro dependía de un cálculo muy afinado que pocas veces correspondía a la realidad. Con la espoleta de proximidad, de lo único que se preocupaba el tirador era de colocar el proyectil o misil en una trayectoria que, en algún momento, pasara cerca del blanco. Esto no era tarea simple, pero bastante más que los métodos anteriormente existentes. 
EL uso de cronómetros para producir ráfagas contra blancos terrestres requiere observadores que suministren información. Esto no es práctico en muchas situaciones y ralentiza la toma de decisiones. Los requerimientos de las espoletas de proximidad unidas a determinadas armas como artillería y morteros son resueltos mediante una serie de parámetros prefijados (e.g. 2, 4 o 10 metros) de altura sobre el suelo, que pueden ser fijados por los artilleros antes del disparo.

### Se sugiere
La espoleta de radiofrecuencia fue propuesta por el Establecimiento de la Defensa Aérea británica en una memoria fechada en mayo de 1940, de William A. S. Butement, Edward S. Shire, y Amherst F.H. Thompson. Los inventores construyeron un circuito de placa de pruebas y el concepto fue probado en un laboratorio moviendo una placa de estaño a diferentes distancias. Pruebas de campo tempranas conectaron el dispositivo a un disparador tiratrón que operaba en una cámara montada en una torre que fotografiaba aviones que pasaban para determinar la función espoleta. Prototipos de espoletas fueron construidos en junio de 1940, e instalados en proyectiles no rotatorios (nombre código británico para los cohetes de combustible sólido disparados a blancos suspendidos de un globo aerostático).

### Se entregan los experimentos a Estados Unidos
Los detalles de estos experimentos fueron entregados al Laboratorio de Investigación Naval de los Estados Unidos y al  Comité de Investigación de la Defensa Nacional  (National Defense Research Committee  NDRC) por la  Misión Tizard en septiembre de 1940, sobre la base de un acuerdo informal entre  Winston Churchill y  Franklin D. Roosevelt para intercambiar información militar de importancia potencial.

### Experimentos norteamericanos
Después de la recepción de los detalles británicos, los experimentos fueron exitosamente duplicados por Richard B. Roberts, Henry H. Porter, y  Robert B. Brode bajo la dirección del presidente de la sección T del NDRC Merle Tuve.Lloyd Berkner del equipo de Tuve diseñó un dispositivo mejorado usando tubos para trasmisión/recepción.   En diciembre de 1940, Tuve invitó a Harry Diamond y Wilbur S. Hinman, Jr, del Instituto Nacional de Estándares y Tecnología (National Bureau of Standards, NBS) para investigar la espoleta mejorada de Berkner.  El equipo NBS construyó seis dispositivos, los que fueron instalados en bombas de caída libre y probadas exitosamente en el agua el 6 de mayo de  1941.

### Fallos
Trabajos paralelos del NDRC se enfocaron en las espoletas antiaéreas. Problemas mayores fueron los fallos de los micrófonos y de las válvulas de vacío atribuidos a la vibración y a la aceleración de los proyectiles de artillería.

### Pruebas
La espoleta T-3 tuvo un éxito de 52 % contra blancos en el agua, cuando fue probada en enero de 1942.  La Marina de los Estados Unidos aceptó la tasa de fallos y el USS Cleveland (CL-55) probó munición con espoletas de proximidad contra blancos volantes radio guiados en la  Bahía de Chesapeake en agosto de 1942. Las pruebas fueron tan exitosas que todos los blancos estaban destruidos antes de que se acabaran las pruebas.

### Se empieza la producción
Las espoletas de proximidad entraron rápidamente en las cadenas de producción.  Una planta de General Electric que fabricaba luces para árboles de Navidad en Cleveland, Ohio, fue modificada para producir válvulas de vacío; y las espoletas fueron ensambladas en las plantas de General Electric de Schenectady, Nueva York, y de Bridgeport, Connecticut.

### Vannevar Bush
Vannevar Bush, jefe de la Oficina de Investigación Científica y Desarrollo (Office of Scientific Research and Development OSRD) durante la Segunda Guerra Mundial, atribuyó a la espoleta de proximidad tres grandes logros:
1. Fue una importante defensa ante los ataques de los kamikazes en el Océano Pacífico. Bush estimó un incremento de un 700% de la efectividad de la artillería antiaérea de 5 pulgadas con esta innovación.[4]
2. Fue parte importante de las baterías antiaéreas controladas por radar que finalmente neutralizaron a las bombas volantes V-1  en Inglaterra.[3]
3. Fue entregada para el uso terrestre justo antes de la Batalla de las Ardenas, permitiendo causar grandes daños a las divisiones alemanas en campo abierto. Los alemanes se sentían seguros porque el mal tiempo no permitía una buena observación de la artillería y con los antiguos sistemas no se podía apuntar adecuadamente. El General Patton dijo que la introducción de la espoleta de proximidad requeriría una re-adecuación de toda la táctica de guerra terrestre.[5]

## Tipos de detección
Hay distintos tipos de detectores:
- Detección de radiofrecuencia
- Detección óptica
- Detección acústica
- Detección magnética
- Detección de presión

### Detección de radiofrecuencia
La detección por radiofrecuencia es el principal detector de las municiones y es por antonomasia el mecanismo de las espoletas de proximidad.  
El dispositivo está descrito en la patente contemporánea de la Segunda Guerra Mundial y trabaja como sigue:
La munición contiene un micro-transmisor que usa el cuerpo del proyectil como  antena y emite una onda continua de aproximadamente 180–220 MHz.  Mientras la munición se acerca a un objeto,  se crea un patrón de interferencia. Este patrón se modifica al acortarse la distancia: cada mitad de longitud de onda (una mitad de longitud de onda para este parámetro es de 0,7 metros), el trasmisor se enciende o apaga en resonancia. Esto causa una pequeña oscilación de la potencia irradiada, y consecuentemente, el oscilador entrega una energía a 200–800 Hz debido al efecto Doppler. Esta señal es enviada a través de un filtro paso banda, y una vez amplificada,  dispara una detonación cuando excede una determinada intensidad.

### Detección óptica
La detección óptica fue desarrollada en 1935, y patentada en el Reino Unido, en 1936, por un inventor sueco, probablemente Edward W. Brandt, usando un petoscopio.  Fue primeramente probada como un dispositivo detonador de instalado en bombas, como parte del concepto del Ministerio del Aire del Reino Unido "Bombas para bombarderos (bombs on bombers)". Fue considerado (y más tarde patentado por Brandt) para el uso con misiles antiaéreos. Era utilizado con una lente toroidal, que concentraba toda la luz fuera de un plano perpendicular al eje principal del misil en una celda fotoeléctrica. Cuando esta corriente cambiaba  en cierta cantidad cada cierto intervalo, se producía la explosión. 
Algunos misiles aire-aire hacen uso de láser. Proyectan delgados haces de luz láser perpendiculares al vuelo del misil. Cuando el misil cruza al blanco la luz láser se desvía al espacio. Sin embargo, si el misil pasa de su blanco alguna de la energía lo alcanza reflejándose hacia atrás, momento en el que los detectores perciben el láser reflejado, disparando la detonación de la cabeza bélica.

### Detección acústica
La detección acústica se logra colocando un micrófono en el misil. La frecuencia característica de un motor de avión es filtrada y dispara la detonación. Esta idea se probó en experimentos británicos con bombas, misiles antiaéreos, y munición de ráfaga (hacia 1939). Más tarde sería aplicado en los misiles alemanes antiaéreos, que estaban en desarrollo cuando la guerra terminó.  
Los británicos usaron un micrófono piezoeléctrico y un dispositivo piezoeléctrico para disparar un relé que detonaba el proyectil o la bomba.
Las minas marinas pueden usar un dispositivo acústico, con sistemas de reconocimiento que le permiten diferenciar las distintas firmas acústicas de distintos tipos de embarcaciones.

### Detección magnética
La detección magnética se puede aplicar solo a grandes masas de hierro magnético, como los barcos. Se usa en minas y torpedos. Espoletas de este tipo pueden ser engañadas empleando sistemas de desmagnetización (del idioma inglés: degaussing ‘desmagnetización’), usando cascos no metálicos para los barcos (especialmente dragaminas) o por anillos de inducción magnética ajustados a barcos o a  boyas altas.

### Detección de presión
Algunas minas navales pueden sentir la onda de presión cuando un barco pasa por encima.

## El significado real de VT
La denominación  "VT" se dice que corresponde a "variable time" (del idioma inglés: variable time ‘tiempo variable’). Las municiones con espoletas estaban preparadas para detonar a un tiempo dado después de su disparo, y una incorrecta estimación del tiempo debía hacer que estallaran antes o después. La espoleta VT explotaría en un tiempo más cercano al correcto. Sin embargo el término "VT" fue acuñado simplemente porque la sección "V" del Bureau of Ordnance (BuOrd) a cargo le colocó la letra "T". La idea de un "tiempo variable" (variable time) fue una feliz coincidencia  que proporcionó una pantalla de humo aliada en la Segunda Guerra Mundial para esconder la verdad acerca de su mecanismo.

## Galería

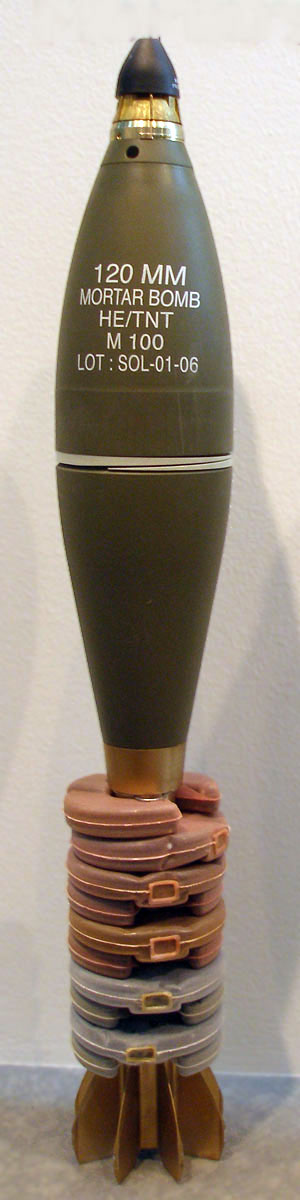
Munición de mortero HE de 120 mm con espoleta de proximidad.
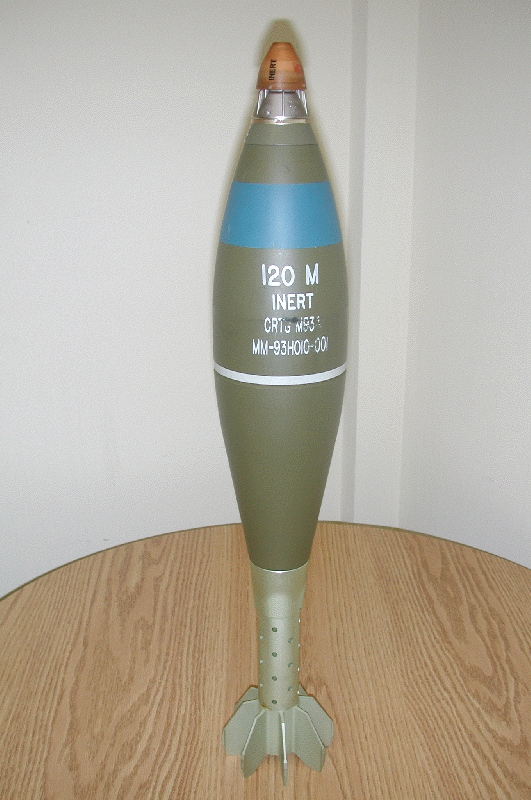
Munición de mortero de 120 mm HE con espoleta M734.
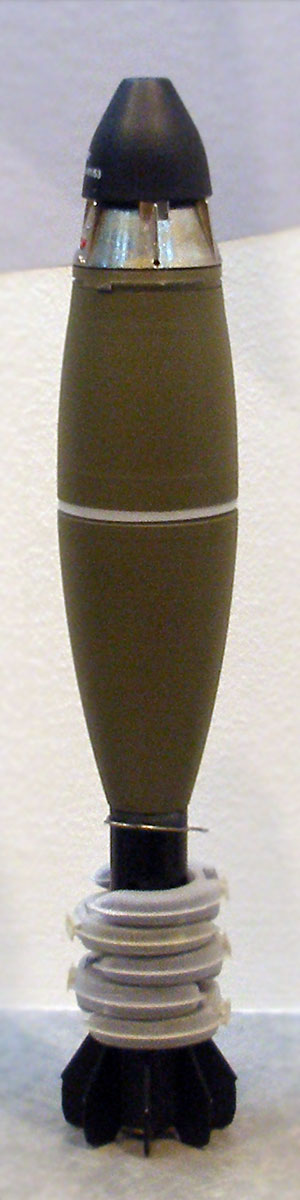
Munición de mortero de 60 mm HE con espoleta de proximidad.
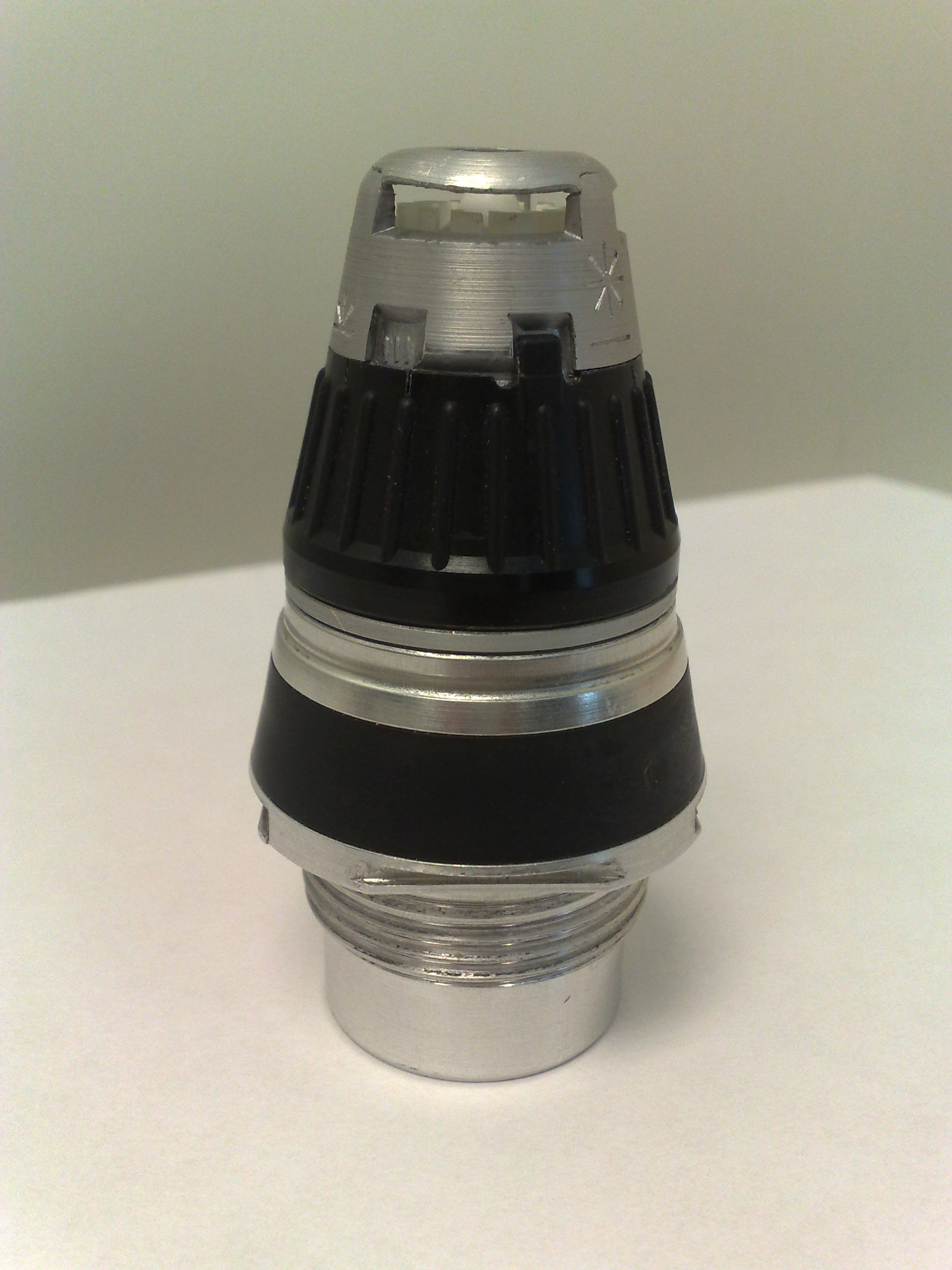
Munición de artillería de 155 mm con selector para proximidad o punto.